# Linfonodi intercostali

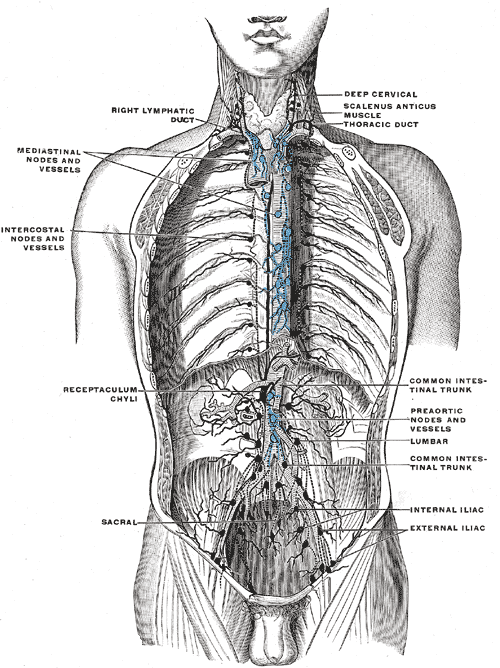
Linfoghiandole toraciche.

I linfonodi intercostali costituiscono un aggregato di tessuto linfoide secondario che occupa gli spazi intercostali, in stretta associazione con le arterie intercostali. Sono posti in vicinanza della testa e del collo delle coste. 
Ricevono i vasi linfatici efferenti della porzione postero-laterale del torace e della mammella; tra questi collettori possono essere interposte piccole linfoghiandole intercostali laterali. 
- I vasi efferenti degli ultimi quattro-sette spazi intercostali partono dai linfonodi intercostali e formano un tronco, che può decorrere singolarmente, unirsi con la cisterna del chilo o, in alternativa, con le radici del dotto toracico. [1]
- I vasi efferenti dei restanti spazi intercostali superiori hanno un comportamento diverso a seconda del metamero considerato: a sinistra essi confluiscono nel dotto toracico; a destra confluiscono nel dotto linfatico destro.